# Halimococcus thebaicae
Halimococcus thebaicae är en insektsart som beskrevs av Hall 1923. Halimococcus thebaicae ingår i släktet Halimococcus och familjen Halimococcidae.
Artens utbredningsområde är Egypten. Inga underarter finns listade i Catalogue of Life.